# Savoyai Mária Klotild szárd királyi hercegnő
Savoyai Mária Klotild (Torino, Savoya, Szárd Királyság, 1843. március 2. – Moncalieri, Olaszország, 1911. június 25.), II. Viktor Emánuel szárd–piemonti király (később olasz király) és első felesége, Ausztriai Mária Adelheid királyné elsőszülött gyermeke, Napoléon Jérôme Bonaparte herceg felesége. A római katolikus egyház tiszteletbeli alakja, amióta XII. Piusz pápa az „Isten szolgája” címmel ruházta fel, ami az első lépés a boldoggá avatás felé.

## Életrajza

### Családja

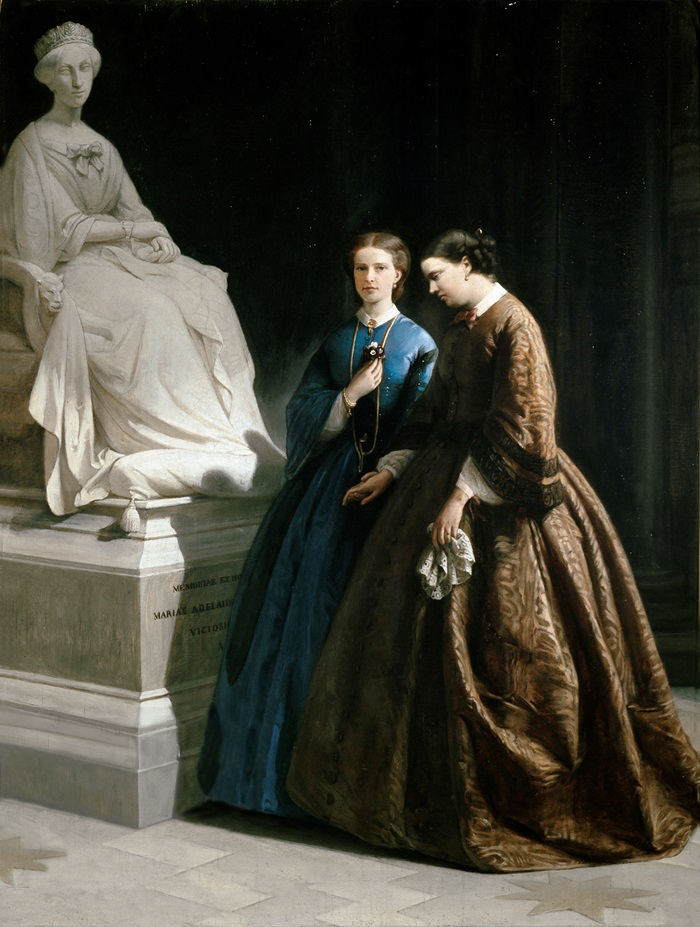
Mária Klotild (jobbra) és testvére, Mária Pia hercegnő (később portugál királyné) édesanyjuk, Mária Adelheid királyné sírjánál

A hercegnő 1843. március 2-án született a torinói királyi palotában Ludovika Terézia Mária Klotild, olaszul: Ludovica Teresa Maria Clotilde néven. Ő volt szülei, II. Viktor Emánuel szárd–piemonti király és Ausztriai Mária Adelheid királyné hét gyermeke közül az elsőszülött. Édesanyja volt apja első felesége, egyben első-unokatestvére. Édesapja később, 1861-től az egységes Olaszország első királya lett.
Mária Klotild testvérei közül rajta kívül csak további három élte meg a felnőttkort, ők később mind magas rangú személyek lettek: I. Umbertó olasz király (1844–1900), I. Amadé spanyol király (1845–1890) és Mária Pia portugál királyné (1847–1911). Édesanyjuk gyermekágyi láztól bekövetkezett 1855-ös halálát követően apjuk újból frigyre lépett. 1869-ben kötött morganatikus házasságot korábbi szeretőjével, Rosa Vercellanával. A vele való kapcsolatából további két gyermeke született, ám ezen felül számos törvénytelen gyermeke volt még más szeretőitől.

### Házassága

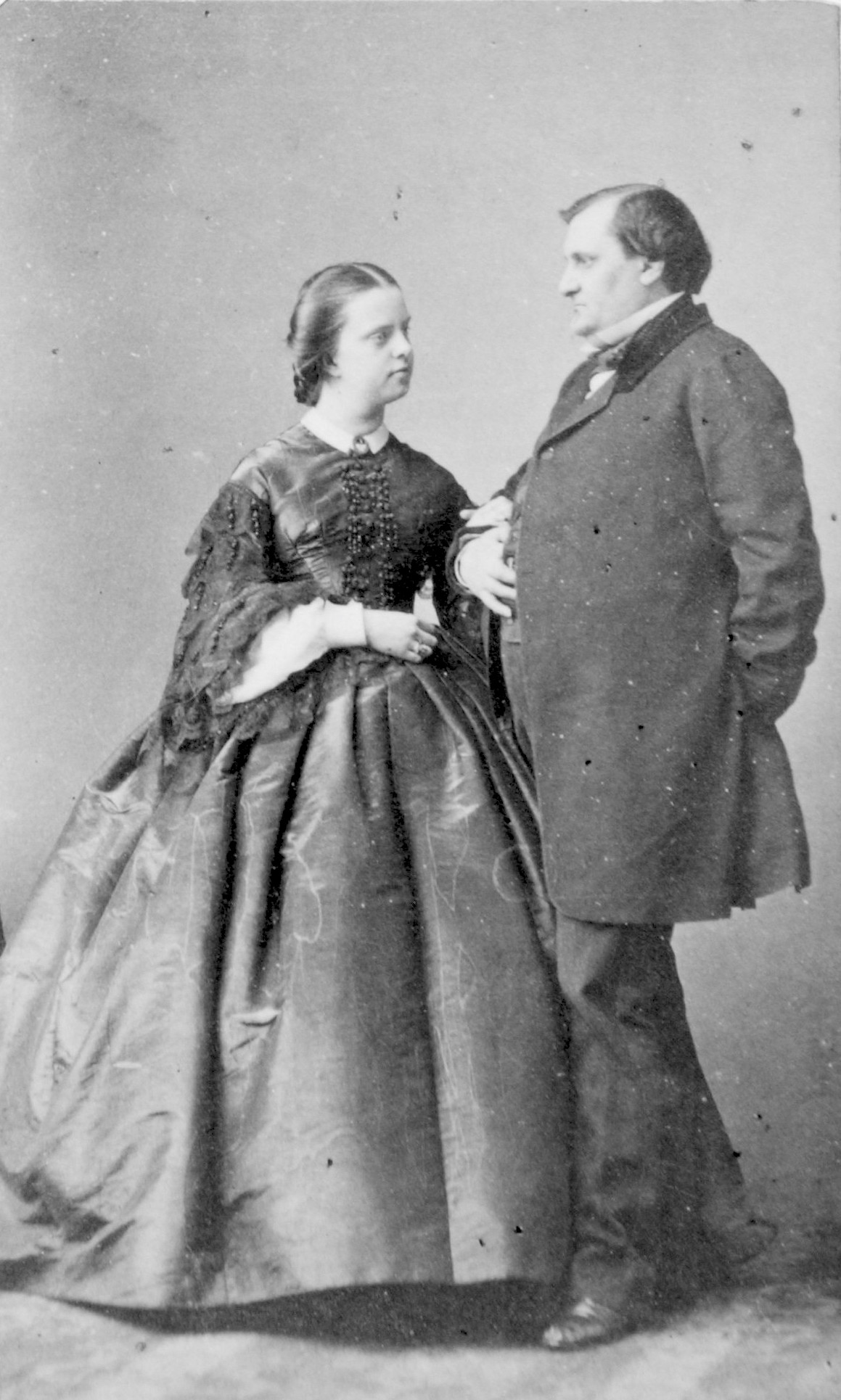
Férjével, a nála húsz évvel idősebb Napoléon Jérôme Bonaparte herceggel 1859-ben, házasságuk évében

A hercegnő 1859. január 30-án házasodott össze Torinóban Napoléon Jérôme Bonaparte herceggel. A herceg a korábbi I. Napóleon francia császár unokaöccse volt, Jérôme Bonaparte és Württembergi Katalin legkisebb fia. A házasság megkötésekor Mária Klotild mindössze tizenöt esztendős volt, míg a herceg már betöltötte a harminckilencet. Napoléon titulusát tekintve francia és montforti herceg, egyúttal Moncalieri grófja volt. Később, amikor 1879-ben az angol–zulu háború egyik ütközete során elhunyt a trónigénylő, Louis Napoléon herceg, III. Napóleon francia császár egyetlen fia, akkor ő lett a Bonaparte-ház feje és a császári trón igénylője.
Házasságuk boldogtalan volt. Mária Klotild csendesebb, visszahúzódóbb, kötelességtudóbb személyisége nehezen fért meg férje szórakozott életmódjával. Kapcsolatuk boldogtalanságának másik jelentős tényezője a kettőjük közötti több mint húsz évnyi korkülönbség volt. A házasság megkötését a fiatal Mária Klotild hevesen ellenezte, ám végül belement a frigybe. A viszonyt mások is helytelenítették: Franciaországban egy elefánt és egy gazella viszonyához hasonlították őket, révén, hogy mindketten rendelkeztek uralkodóházaik jellegzetes külső vonásaikkal – a herceg sötétbarna hajú, zömök és testes, míg a hercegné szőke, alacsony és vékony volt.

### A Francia Császárságban

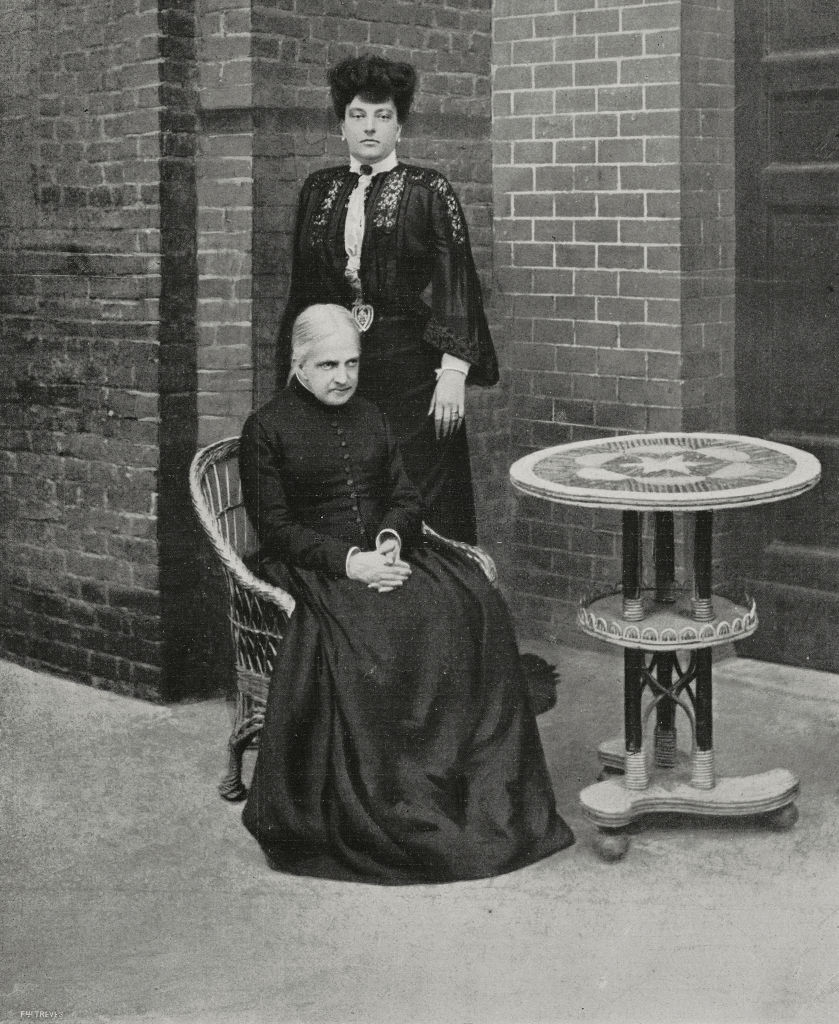
Az idős Mária Klotild egyetlen leányával, Maria Letizia, Aosta hercegnéjével 1910 körül

A házasság a franciák és az olaszok körében is népszerűtlen lett. Utóbbiak úgy érezték, hogy királyuk leányát kiházasították a Bonaparte-ház egy népszerűtlen tagjával, míg francia részről szintén rossz szemmel tekintettek a hercegre, aki közismert volt számos szeretőjéről, akikről házassága megkötését követően sem mondott le. Hivatalos párizsi fogadásukra 1859. február 4-én került sor a résztvevők rideg fogadtatásában. Az idegenkedés nem Mária Klotild ellen irányult, hanem a férjével szembeni ellenszenv okán. Mária Klotildot egész életében tisztelet övezte és nagy népszerűségnek örvendett: ő volt a jámbor, jótékonykodó hercegnő, aki egy boldogtalan házasság csapdájába esett. Kapcsolatukból az évek során három gyermek: Napoléon Victor (1862), Louis (1864) és Maria Letizia (1866) születtek.
Mária Klotildot nagyon büszkének, kötelességtudónak, egyúttal bigottnak írták le kortársai. III. Napóleon császár felesége, Eugénie de Montijo ekkor a kor divatjának egyik meghatározó alakja volt. A hagyományokat őrző hercegné többször felhívta a császárné figyelmét az általa helyesnek vélt öltözködésre, jelezvén, hogy uralkodói hitveshez méltón kell megjelennie. Egy alkalommal, amikor Eugénia fáradságra panaszkodott a francia kormány által kijelölt túl sok szereplése miatt, Mária Klotild azt mondta neki: „ne bánkódj, mi erre születtünk”.

### Későbbi élete
A Második Francia Császárság 1870-es bukásakor Mária Klotild kezdetben megtagadta, hogy elhagyja Párizst, a menekülést ugyanis méltatlannak találta rangjához. A kibontakozó zavargások azonban arra kényszerítették, hogy családjával együtt a Genfi-tó melletti Prangins városában lévő birtokukra menjenek, végleg elhagyva az országot. 1878-ban, édesapja, II. Viktor Emánuel olasz király halálakor leányával visszatért szülővárosába, hogy a Castello di Moncalieriben lakjanak. Két fia többnyire apjukkal volt. A hercegné élete utolsó húsz évében visszavonultan élt, ideje nagy részét a vallásnak szentelte és jótékonykodással töltötte. Végül 1911. június 25-én, hatvannyolc éves korában hunyt el az olaszországi Moncalieriben. Maradványait a supergai bazilikában helyezték el. Temetésén részt vett III. Viktor Emánuel és Ilona királyné is. Emlékét őrzi az 1861-es Egyesült Államokban tett utazása során róla elnevezett Savoy falu, Illinois államban.

## Gyermekei
|    | Gyermeke                                            | Született          | Elhunyt           | Megjegyzés |
| -- | --------------------------------------------------- | ------------------ | ----------------- | --- |
| 1. | Napoléon Victor Jérôme Frédéric Bonaparte           | 1862. július 18.   | 1926. május 3.    | Montfort hercege és apját követvén a Bonaparte-ház feje. 1910-ben házasodott össze II. Lipót belga király leányával, Klementinával, akitől két gyermeke is született.    |
| 2. | Napoleon Louis Josef Jérôme Bonaparte               | 1864. július 16.   | 1932. október 14. | Orosz altábornagy és Jereván kormányzója. Nem házasodott meg és nem születtek gyermekei.                                                                                 |
| 3. | Marie Laetitia Eugénie Catherine Adélaïde Bonaparte | 1866. november 20. | 1926. október 25. | 1888-ban házasodott össze megözvegyült nagybátyjával, anyja testvérével, a korábbi I. Amadé spanyol királlyal, Aosta hercegével. Házasságukból egy fiúgyermek született. |